# 巴爾蘇克河
巴爾蘇克河是俄羅斯的河流，由秋明州負責管轄，屬於伊希姆河的右支流，河道全長70公里，流域面積1,300平方公里，流經西西伯利亞平原，河水主要來自雨水和融雪，每年十月至翌年五月結冰。